# Liste der Bodendenkmale in Wechselburg
In der Liste der Bodendenkmale in Wechselburg sind die Bodendenkmale der Gemeinde Wechselburg und ihrer Ortsteile nach dem Stand der Auflistung von Volkmar Geupel aus dem Jahr 1983 aufgelistet. Eventuelle Änderungen und Ergänzungen, insbesondere aus der Zeit nach der Wende, sind nicht berücksichtigt, da für Sachsen aktuell keine neueren allgemein zugänglichen Bodendenkmallisten vorliegen. Die Baudenkmale sind in der Liste der Kulturdenkmale in Wechselburg aufgeführt.
| Denkmal-ID | Fundart            | Ortsteil       | Bezeichnung                                  | Zeitstellung | Lage                                                                                           | Bemerkungen | Bild |
| ---------- | ------------------ | -------------- | -------------------------------------------- | ------------ | ---------------------------------------------------------------------------------------------- | --- | ---- |
| ?          | Befestigung > Burg | Wechselburg    | Wehranlage „Altes Schloss“, „Selche“         | Mittelalter  | 1,25 km nordwestlich von Schloss Wechselburg auf einer Geländezunge am Hang des Söllichaubachs | Höhenburg in Spornlage, Abschnittswall und -graben im Westen, Schutz seit 31. März 1959                                    |      |
| ?          | Befestigung > Burg | Wechselburg    | Wehranlage „Burgstall“, „Wall“, „Burgstadel“ | Mittelalter  | nordöstlich des Orts auf einer spornartigen Geländekuppe am Steilufer der Zwickauer Mulde      | Höhenburg in Spornlage, durch Park leicht verändert, Wall und Graben im Westen, Süden und Osten, Schutz seit 31. März 1959 |      |
| ?          | besonderer Stein   | Zschoppelshain | Steinkreuz                                   | Neuzeit      | östlicher Ortsrand, am Abzweig eines Wegs von der Hauptstraße                                  | Rest einer Klingeneinzeichnung, Schutz seit 17. Oktober 1963                                                               |      |